# Сырдарьинский лопатонос
Сырдарьинский лопатонос (лат. Pseudoscaphirhynchus fedtschenkoi) — речная рыба, в прошлом встречался по равнинному течению Сырдарьи и Карадарьи, возможно, мог выходить в опреснённые участки Аральского моря. Достигает длины без хвостовой нити 27 см, с хвостовой нитью — 36 см. Мечет икру во второй половине апреля вместе с шипом на каменистом грунте. Плодовитость (по одной исследованной рыбе длиной 23 см) — 1500 икринок. Питается главным образом водными личинками насекомых. Промыслового значения не имел.
В настоящее время вид находится на грани исчезновения, вероятнее всего, вымер. Основные причины исчезновения — зарегулирование стока Сырдарьи, разбор её вод на орошение, а также загрязнение воды сельскохозяйственными стоками и ядохимикатами. С 1959 по 1968 год было выловлено лишь 20 особей, с 1968 года случаи поимки неизвестны. Внесён в региональные и международную Красные книги. Существует небольшая вероятность, что вид еще мог сохраниться в верховьях Сырдарьи.